# Song Ui-young
Song Ui-young (kor. 송의영; * 8. November 1993 in Incheon) ist ein südkoreanisch-singapurischer Fußballspieler.

## Verein
Song Ui-young erlernte das Fußballspielen in den Schulmannschaften der Cheong Wang Middle School und Yeouido High School in Südkorea. Seit 2012 spielte er in Singapur für Home United in der höchsten Liga des Landes, der S. League. Den Singapore Cup gewann er 2013, wo man im Endspiel Tanjong Pagar United mit 4:1 besiegte. Den Singapore Community Shield gewann er 2019 durch einen Erfolg über Albirex Niigata (Singapur) im Elfmeterschießen. 2020 wurde der Verein von Home United in Lion City Sailors umbenannt und ein Jahr später feierte er mit den Sailors die singapurische Meisterschaft. Im Februar 2022 gewann der mit den Sailors den Singapore Community Shield. Das Spiel gegen Albirex Niigata (Singapur) gewann man mit 2:1. Für den Verein absolvierte er 168 Ligaspiele. Im Januar 2023 wechselte er nach Thailand, wo er einen Vertrag beim Erstligisten Nongbua Pitchaya FC unterschrieb. Am Ende der Saison 2022/23 musste er mit Nongbua als Tabellenvorletzter den Weg in die Zweitklassigkeit antreten. Nach dem Abstieg verließ er den Verein. Im Juli 2023 ging er nach Indonesien, wo er einen Vertrag beim Erstligisten Persebaya Surabaya unterschrieb. Nach 17 Erstligaspielen kehrte er im März 2024 nach Singapur zu seinem ehemaligen Verein Lion City Sailors zurück. Am 4. Mai 2024 gewann er mit den Sailors den Singapore Community Shield. Das Spiel gegen Albirex Niigata (Singapur) wurde mit 2:0 gewonnen. Am Ende der Saison 2024/25 feierte er mit den Sailors die Meisterschaft. Am 18. Mai 2025 bestritt er mit den Sailors das Finale der AFC Champions League Two. Hier musste man sich im heimischen Bishan Stadium dem Sharjah FC mit 1:2 geschlagen geben. Am 31. Mai 2025 stand er mit den Sailors im Endspiel des Singapore Cup. Das Finale gegen die Tampines Rovers gewann man mit durch ein Tor von Bart Ramselaar mit 1:0.

## Nationalmannschaft
Nach seiner Einbürgerung am 20. August 2021 spielte der Mittelfeldakteur drei Monate später  erstmals in einem Testspiel gegen Kirgistan (1:2) für die A-Nationalmannschaft von Singapur. Bei der Südostasienmeisterschaft 2021 erreichte er das Halbfinale, kam dort in fünf Turnierspielen zum Einsatz und erzielte dabei einen Treffer.

## Erfolge
Home United/Lion City Sailors
- Singapurischer Meister: 2021,  2024/25
- Singapore Community Shield: 2022, 2024
- Singapurischer Pokalsieger: 2013, 2025
- AFC Champions League Two: 2024/25 (Finalist)